# تيبيريوس
تيبريوس قيصر  أو طِيباريوس قيصر (16 نوفمبر 42 ق.م - 16 مارس 37م) - واسمه الكامل تيبريوس يوليوس قيصر اوغسطس، واسمه بالأصل تيبريوس كلاوديوس نيرو، كاسم أبيه.
هو الامبرطور الروماني الثاني حيث حكم من عام 14م - 37م. وكان خليفة اغسطس قيصر وابنه بالتبني وصهراً له. في فترة ملكه، حكم مقاطعة "يهودا" كواليين فاليريوس جراتوس وبيلاطس البنطي. وقد أشرف هيرودس انتيباس على بناء طبريا، والتي سميت تيمنَا باسمه، على بحر الجليل إجلالاً له. وقد عجل بموته سنة 37 م كاليغولا الذي خلفه.
في أيام تيبيريوس والنائب عنه في يهودا، بيلاطس البنطي، صُلب يسوع المسيح. وكان يعتبر امبراطورًا معتدلا رغم إظهاره للقسوة العرضية مثل لمّا نفى كل من الايزيسيون واليهود ومن تحوّلوا لليهودية من الرومان عن روما في عام 19م ولكنه ألغى أمره فيما بعد وعوَض عليهم بسبب قساوة حكام الأقاليم.

## طفولته المبكّرة
ولد تيبيريوس سيزر أغسطس في روما عام 42 قبل الميلاد لوالديه طيباريوس كلاوديوس نيرون وليفيا دروسيلا اللذين انحدرا من عائلة كلوديا الرومانية، وهي عائلة من البطارقة العريقة التي هييمنت الساحة السياسية في أواخر المملكة الرومانية القديمة وأوائل نهضة الجمهورية الرومانية، وقد كان نفوذها قد شارف نهايته وأصبح غير ملحوظ في عصر الامبراطورية الرومانية.
في عام 39 قبل الميلاد، طلّقت والدته والده البيولوجي، على الرغم من أنها حامل مرة أخرى منه، وتزوجت أوكتافيان، الذي عُرف فيما بعد باسم أغسطس قيصر. وفي عام 38 قبل الميلاد ولد شقيقه نيرو كلوديوس دروسوس. في عام 33 قبل الميلاد، مات والده وفي سنة 32 قبل الميلاد، ألقى تيبيريوس، وهو في التاسعة من عمره، تأبينًا لوالده البيولوجي في روسترا، وهي منصة ألقيت فيها الخطابات في عصر الجمهورية الرومانية. في 29 قبل الميلاد، ركب عربة النصر مع والده بالتبني أوكتافيان احتفالًا بهزيمة أنطوني وكليوباترا في أكتيوم.

## مسألة خلافة الإمبراطور
في عام 23 قبل الميلاد، أصيب الإمبراطور أوغسطس بمرض خطير، وهددت وفاته المحتملة العالم الروماني حيث عنت التوغل بالمزيد من الصراع المدني. يتفق المؤرخون عمومًا على أنه خلال هذا الوقت أصبحت مسألة وريث أغسطس أكثر حدة، وبينما بدا أحيانًا أن أغسطس أشار إلى أن أغريبا ومارسيلوس سيواصلان منصبه في حالة وفاته، الا انّ المسألة كان يكتنفها الغموض وأصبحت إحدى أكبر مشاكل أغسطس قيصر. رداً على ذلك، يبدو أنه تم اختيار سلسلة من الورثة المحتملين، من بينهم تيبريوس وشقيقه دروسوس. في عام 24 قبل الميلاد، في سن السابعة عشرة، دخل تيبيريوس السياسة تحت إشراف أغسطس، وحصل على منصب الكيوستور.

## زوجاته وذريته
تزوج تيبيريوس مرتين، ولم ينجب سوى أول اتحاد له طفلًا يعيش حتى سن الرشد:
- فيبسانيا أغريبينا: ابنة ماركوس فيبسانيوس أغريبا (16-11 قبل الميلاد)
  - دروسوس يوليوس قيصر(14 ق.م - 23 م)
- جوليا الأكبر، الابنة الوحيدة لأغسطس (11-6 قبل الميلاد)
  - طفل غير مسمى، مات بعد فترة قصيرة من ولادته.[12]

لقد كان لتيبريوس زواجَا سعيدًا مع فيبسانيا، ما لم يكن معهودًا في طبقة نبلاء الرومان آنذاك ويرّجح انهما تزوجا في العامين 19-20 ق.م. قد أسفر هذا الزواج عن طفل دروسوس. وفي 11 قبل الميلاد، بناء على طلب أغسطس قيصرأبيه بالتبني، طلّق تيبيريوس فيبسانيا الحامل (لكنّها أجهضت الجنين قبل ولادته) وتزوّج جوليا الكبرى، ابنة أغسطس الوحيدة، حيث انها ترمّلت حديثًا وذلك بعد موت زوجها وأب فييسانيا، أغريبا. كان تيبيريوس مترددًا جدًا في القيام بذلك، حيث كانت جوليا قد أعربت عن اعجابها به عندما كانت متزوجة، حينما كان لتيبريوس زواجٌ سعيدٌ مع فيبسانيا. كان زواجه الجديد من جوليا سعيدًا في البداية، لكنه تعكر بسرعة. تكلّل هذا الزواج الثاني بالفضائح، وكان بائس للغاية، ولم ينجب عنه أولاد سواء مولود مات في الطفولة؛ فتبنى تيبيريوس ابن أخيه، جيرمانيكوس، وريثًا له. إضافة لذلك في عام 2 ق.م تم إرسال جوليا إلى المنفى على يد ابيها بسبب فضائحها وسلوكها المنحلّ وانخراطها العلني في المجون، حيث بقيت حتى مماتها في عهد تيبيريوس في عام 14م.
يدعي سويتونيوس أنه في إحدى المرات التقى تيبيريوس بفيبسانيا صدفة في مكان يزحم بالناس، وتبعها إلى منزلها وهو يبكي ويتوسل المغفرة؛ بعد ذلك بوقت قصير، التقى تيبيريوس بأغسطس، واتُخذت خطوات لضمان عدم لقاء تيبيريوس وفيبسانيا مرة أخرى.

## حاكم الإمبراطورية الرومانية
على الرغم من أن السنوات الأولى من حكم تيبيريوس تبدو تقريبًا نموذجًا للحكم الحكيم والمعتدل، إلا أنها لم تكن خالية من مظاهر القوة والعنف، من النوع الذي تم تصميمه لتأمين سلطته. حيث قُتل المنافس الوحيد المحتمل على العرش، بوستوموس، على الأرجح بأوامر من تيبيريوس. واما التهديد الحقيقي الوحيد لسلطته، كان مجلس الشيوخ الروماني، الذي تعرض للترهيب على يد الإمبراطور وحرسه الإمبراطوري بشكل مستتّب. بصرف النظر عن مثل هذه الأفعال، كانت قوانين وسياسات تيبيريوس تشير إلى كونه صبورًا وغير متسرّع. فلم يخطط غزوات جديدة ولم يحرك الجيوش أو يغير حكام المقاطعات بدون سبب. لقد أوقف إهدار الخزانة الإمبراطورية، حتى أنه عندما توفي ترك وراءه 20 ضعف الثروة التي ورثها، ولم تكن روما قط أكثر امانًا مما كانت في عهده، فقد عزز البحرية الرومانية وقوّاها وتخلى عن ممارسة تقديم ألعاب المصارعة ومنع بعض أشكال الاحترام الأكثرغرابة لمنصبه، مثل تسمية شهر من التقويم بعده، على عكس سابقيه يوليوس قيصر(سمي على اسمه شهر يوليو) وأغسطس (سمي على اسمه شهر اغسطس). على الرغم من انّ طيبيريوس أدارالدولة في البداية بكفاءة وأجرى بعض الإصلاحات، الّا انه اظهر ايضًا قسوة عرضية اتجاه الحاشية، مثل نفي السكان اليهود في روما بذريعة. عندما توفي ابنه دروسوس في ظروف غامضة، أعطى ثقته لسيجانوس وتم إقناعه بالانتقال إلى كابري.حيث أصبح عنيفًا بشكل متزايد، وقتل وتعذيب لمجرد نزوات. بعد أن احتل سيجانوس منصب اداريًا، شكك تيبيريوس في طموحه وأعدمه، ثم عين كاليجولا وريثه. في 37م أعلن الحرس الإمبراطوري دعمه لكاليجولا وقتل تيبيريوس وهو على فراش الموت.

## مماته
توفي تيبيريوس في ميسينوم في 16 مارس 37 م، قبل بضعة أشهر من عيد ميلاده الثامن والسبعين. يروي تاسيتوس أن الإمبراطور بدا وكأنه توقف عن التنفس، وأن كاليجولا، الذي كان في فيلا تيبيريوس، كان يتلقى التهنئة على خلافته للإمبراطورية، عندما وصلت الأخبار أن الإمبراطور قد بدأ يتعافى وبدأ يستعيد اشاراته الحيوية. وقام أحد الحرس باستغلال الفوضى ليخنق تيبريوس بملابسه الخاصة. أفاد سيوتنيوس بالعديد من الشائعات، بما في ذلك أن الإمبراطور قد تسمم من قبل كاليجولا، وتم تجويعه، وخنق بوسادة ووجد نفسه مهجورًا من قبل المرافقين له، وحاول النهوض من على أريكته، لكنه مات. وفقًا لكاسيوس ديو، رفض كاليجولا، خوفًا من تعافي الإمبراطور، طلبات تيبيريوس للطعام، وأصر على أنه يحتاج إلى الدفء وليس الطعام؛ ثم بمساعدة الحرس، قام بخنق الإمبراطور بملابسه.

## علاقته باليهود والمسيحيين
بحسب الأناجيل، كان يسوع الناصري من معاصري طيبريوس، فقد بشّر يسوع الناصري وأعدم في عهد طيبريوس، على يد بيلاطس البنطي، الحاكم الروماني لمقاطعة يهودا. يذكر لوقا في انجيله، أن يوحنا المعمدان دخل في خدمته العامة في السنة الخامسة عشرة من حكم طيباريوس. سميت مدينة طبريا، الواقعة على الشاطئ الغربي لبحيرة طبريا من قبل هيرودس أنتيباس تكريمًا لطيبيريوس، كما توجد اشارات أخرى في الاناجيل لحكمه مثل عمله النقدية. خلال فترة حكم تيبيريوس، أصبح اليهود أكثر بروزًا في روما وبدأ أتباع يسوع من اليهود وغير اليهود في التبشير للمواطنين الرومان، مما زاد من استياء طويل الامد لدى جزء كبير من الرومان. وفي عام 19 بعد الميلاد، أمر تيبيريوس اليهود من في سن التجنيد بالانضمام إلى الجيش الروماني. ونفى باقي السكان اليهود في روما واصبحوا عبيدًا. لم يكن هناك اضطهاد منهجي للمسيحيين في عهد تيبريوس بعد صلب المسيح عام 30 بعد الميلاد. يرى المؤرخ جوسا أنه من «غير المعقول» أن يكون تيبيريوس كان على علم بالمسيحية كإيمان منفصل عن اليهودية. فيعتقد معظم المؤرخين أن التمييز الروماني بين اليهود والمسيحيين بدأ في الأربعينيات ميلادي، في عهد كاليجولا، واكتمل بحلول عام 70 بعد الميلاد تقريبًا.
كانت نظرة الكنيسة المسيحية إلى طبريا ايجابية بشكل عام. لا يُدرج معهد التاريخ المسيحي تيبيريوس كإمبراطور روماني الذي اضطهد المسيحيين. أول إمبراطور روماني مدرج كذلك هو كلوديوس وقد أتى بعده.

## تيبيريوس

### ظروف نشأته
يذكرأشرف صالح في مقاله "الملامح الشخصية لأجدر حاكم للإمبراطورية الرومانية" انّه "قبل مولد تيبيريوس بخمسمائة عام كانت روما تقع تحت الحكم الجمهوري، حيث كانت معظم طبقات الشعب حرة وعدد السكان بلغ ما يزيد عن النصف مليون نسمة. وكان جايوس يوليوس قيصر (100 ق.م – 44 ق.م) يسعى نحو أن يكون ملكاً، ولكنه استطاع أن يكون إمبراطور فكان أول صاحب لهذا اللقب. ولكنه قُتل بخناجر أنصار الجمهورية، مما أشعل أكبر حرب أهلية في تاريخ روما استمرت ثلاثة عشر عاماً.وفي خضمّ تلك الأحداث وبعد انتصار جيوش المنتصرين على الجمهوريين في معركة فيليبي، أو بالأحرى بعد مرور شهرين وفي 16 نوفمبر 42 ق.م ولد تيبيريوس Tiberius في عالم مليء بالأحداث الكثيرة حيث سُرقت الكثير من المدن وبيعت شعوب كاملة في سوق العبيد.
وقد قطع تيبيريوس شوطاً في التعلم أولاً على يد أساتذة روما ثم في قصر أوغسطس، ولقد كان لديه قدرة مبكرة على الخطابة ذوت بسبب ميله للعزلة والبعد عن الناس.تعلم تيبيريوس من أوغسطس كيف أن المصلحة وحدها هي المقياس الصحيح للعلاقات. وكان تيبيريوس يجيد الإغريقية ويحب الأدب الإغريقي، كما درس الكثير من علوم عصره مثل علم تفسير الأحلام وعلم الفلك. وكان ينظم بعض الشعر ويجيد الكتابة والخطب والرسائل.
كما أنه تمرس أيضاً بطقوس الديانة وأساليب الحكم. وكان عالماً ضالعاً في الأدب اليوناني واللاتيني وعلم الطب وعلم قراءة الطوالع.وكان شغوفاً بالرسم والنحت واتخذ بطانة من الشعراء وعلماء الرياضة، وأهديت إليه المؤلفات والأشعار.
وقد تدرب على القتال وهو ما يزال صبياً، إلا أنه كان يطمع في أن يكون رجلاً عظيماً وكان يرغب في أن يتبع الطريق التقليدي لذلك وهو الجندية – في ذلك الوقت – ومن بعدها ينتقل إلى المناصب القيادية في حكومة روما.
كان تيبيريوس يعيش بين جنوده عيشة متواضعة، فكان يشاركهم متاعبهم ولا يميز نفسه عنهم بمظاهر الرخاء والرفاهية التي كان يتمسك بها القواد الآخرون، فكان ضباطه يألفونه ويمازحونه. وكان ينتقل على ظهور الخيل ويأبى أن يستخدم المحفة التي يحملها العبيد، وكان يأكل كالجنود وهو جالس، حيث أن النبلاء الرومان كانوا يأكلون وهم مستلقون على بطونهم فإذا فرغوا من الطعام تحولوا إلى أحد الجانبين.
وقد أخذ من التربية كل ما يستطيع أن يأخذه عن الرومان واليونان والبيئة والتبعة، وأتقن اللغتين اليونانية والرومانية وآدابهما، وكتب الأغاني الشعرية، ودرس التنجيم و«غفل عن الآلهة». وكان يحب أخاه الأصغر دروسوس رغم أنه كان أحب منه إلى الشعب؛ وكان زوجاً مخلصاً وفياً لـ فيبسانيا Vipsania ، مكرماً لأصدقائه إكراماً لم يكن يترددون معه في أن يهدوا إليه الهدايا وينتظروا منه أن يهدي إليهم أربعة أمثالها. وكان أقسى قواد زمانه وأقدرهم، فنال بذلك إعجاب جنوده وتعلقهم به، لأنه كان يعني بكل شؤونهم مهما صغرت، ولأنه كان يكسب المعارك بفنه أكثر مما يكسبها من دماء جنده.
وكان لدى تيبيريوس جواريه المخصصات لتعليمه فنون الجنس وتدريبه عليها، وأيضاً العبيد المخصصون لتدريبه على فنون القتال. ويعتقد أن؛ هذه الخبرة السابقة لتيبيريوس وميله للعزلة والانطواء ما جعله متهكم وكثير المجون، فقد كان يهوى هتك الأطفال ويطارد سيدات روما بعروض قذرة وكان يتمتع بتعذيب الآخرين فيكونون وقود لمزاجه الدموي.
وكان يؤمن ببعض الحكم الخاطئة الواضح أنها كانت نتيجة خبراته وظروف حياته، ومن هذه الحكم «ومن بعدي فلتأكل النيران الأرض». و«كان منطوياً على نفسه، صبوراً». على حد قول ستونيوس «إذا ما وجهت إليه وإلى أسرته الشتائم والافتراءات والمطاعن». وكان يقول في ذلك «إن البلد الحر يجب أن تطلق فيه حرية القول والفكر».
وقد عاش تيبيريوس حتى سن الثامنة والسبعين، ولكنه لم يحصل على السعادة في تلك السنين الطويلة إلا لمدة أثنى عشر عاماً فقط، وهي المدة التي قضاها مع فيبسانيا Vipsania زوجته.ومع ذلك؛ فإن طبيعته الانطوائية لم تتغير وظل يعيش وتحدث بنفس ذلك البطء الذي كان يثقل على الناس، وكان تعليق أوغسطس على ذلك هو «يا لروما المسكينة التي سوف يحكمها هذا الإنسان الكئيب».

### صفاته
«كان تيبيريوس Tiberius طويل القامة شديد البأس، حلو الملامح، ولكن حب الشباب ضاعف من حيائه، وسماجة طباعه، وإحجامه وحبه للعزلة. ويمثل رأسه الجميل المحفوظ في متحف بوسطن في صورة قس شاب عريض الجبهة، واسع العينين غائرهما، ذو وجه يدل على الحزن وعميق التفكير، وقد بلغ من جده ووقاره في شبابه أن أطلق عليه بعض المجان اسم «الرجل العجوز». يستطيع أن يكون شرساً إذا غضب، وكان أقرب إلى العزلة والانطواء دائماً منذ صغره، كما كان يفتقر إلى الحب، وكان صبوراً قليل الكلام حريصاً فيه وهو ما زاد من كره البعض له، حيث أنه كان يتوقف وسط الجملة لكي يبحث عن اللفظ المناسب لما يقصده.وفي عام 27 ق.م كان تيبيريوس Tiberius في الخامسة عشر من عمره، وكان فتى طويلاً قوياً عريض الأكتاف، وكانت الطراوة تبدو على ملامحه، ولقد تنبأ واحد من معلميه وهو تيودروروس الجادراني بمستقبله حين قال عنه أنه «طين معجون بالدماء».»